# Lukas Sternath
Lukas Sternath (* 2001 in Wien) ist ein österreichischer Pianist.

## Leben
Lukas Sternath ist 2001 in Wien geboren. Als Junge war er Mitglied der Wiener Sängerknaben. Seine Ausbildung am Klavier absolvierte er an der Universität für Musik und darstellende Kunst Wien bei Anna Malikova und Alma Sauer. Seit 2022 studiert er Klavier an der Hochschule für Musik, Theater und Medien Hannover bei Igor Levit.

## Musikalische Erfolge
Beim 71. Internationalen ARD-Musikwettbewerb in München gewann Lukas Sternath sowohl den 1. Preis als auch sieben Sonderauszeichnungen, darunter den Publikumspreis und eine Auszeichnung für die beste Interpretation einer Auftragskomposition.
Lukas Sternath spielte bereits im Wiener Musikverein und im Wiener Konzerthaus sowie auf Schloss Johannisberg (Rheingau) und beim Klavierfestival Ruhr.
Sternath hat bisher u. a. mit Julia Hagen, Igor Levit und Joshua Weilerstein musiziert.

## Auszeichnungen
- 2021: 63. Internationalen Ferruccio Busoni Klavierwettbewerb, Preisträger Bronze
- 2021: 14. Internationalen Schubert Klavierwettbewerb in Dortmund und 17. Europäischer Klavierwettbewerb in Bremen.
- 2022: ARD Musikwettbewerb: 1. Platz so wie mehrere Sonderpreise
- 2023: Osnabrücker Musikpreis[1]